# Hirzstein bei Kassel
Hirzstein bei Kassel este o arie protejată (arie de protecție specială avifaunistică — SPA) din Germania întinsă pe o suprafață de 27,58 ha, integral pe uscat.

## Localizare
Centrul sitului Hirzstein bei Kassel este situat la coordonatele 51°17′16″N 9°22′31″E / 51.2878°N 9.3753°E.

## Înființare
Situl Hirzstein bei Kassel a fost declarat arie de protecție specială avifaunistică în noiembrie 2004 pentru a proteja 2 specii de animale.

## Biodiversitate
Situată în ecoregiunea continentală, aria protejată nu include niciun habitat protejat.
La baza desemnării sitului se află mai multe specii protejate de  păsări (2): buha (Bubo bubo), Falco peregrinus peregrinus.